# JR東日本HB-E210系柴聯車
JR东日本HB-E210系柴油动车组是一款柴油-电力混合动力动车组，自2015年5月30日起运用于东日本旅客铁道的仙石东北线上。此車於2016年獲得鐵道友之會頒發桂冠獎。

## 设计

### 概念
HB-E210系列车由早前运行于乡村地区线路小海线的KiHa E200型发展而来；但新车型将每节车厢的车门数增加至每侧三对，并采用纵向和横向混合的座位布置设计以适应通勤服务。

### 柴油-电池混合驱动循环
HB-E210系的每辆车都装有一具331kW 6缸柴油发动机和两个初始容量为15.2kWh的锂离子电池组。 在车辆静止时，存储于锂电池组中的能量将被用于驱动列车上的辅助设备。从静止状态起动加速的过程中，锂电池组中的能量将经逆变器转换被用于带动电动机工作，而柴油机并不工作。在随后的进一步加速过程中和在坡道上行驶时，柴油发动机介入驱动。制动时，电动机作为发电机工作，以再生制动的方式将能量反馈至电池中。

### 涂装
列车外部的涂装以仙石线的代表色蓝色为主，加入粉红色以代表沿线的盐灶樱花，辅以JR东日本企业代表色绿色。

### 转向架
每辆车装有一具DT75B动力转向架（位于仙台端）和一具TR260B无动力转向架（位于石卷端）。

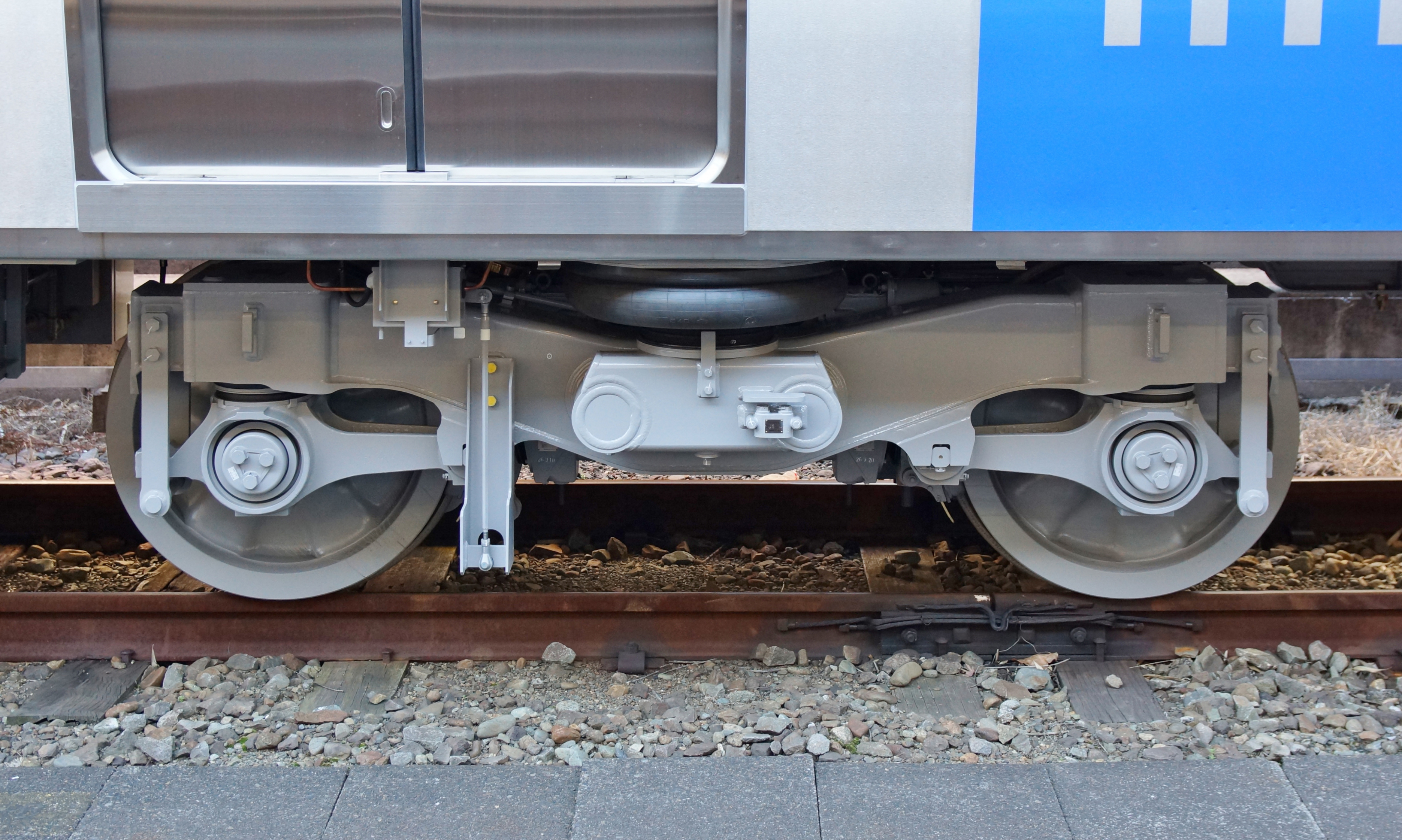
位于HB-E212型车辆内侧的DT75B动力转向架
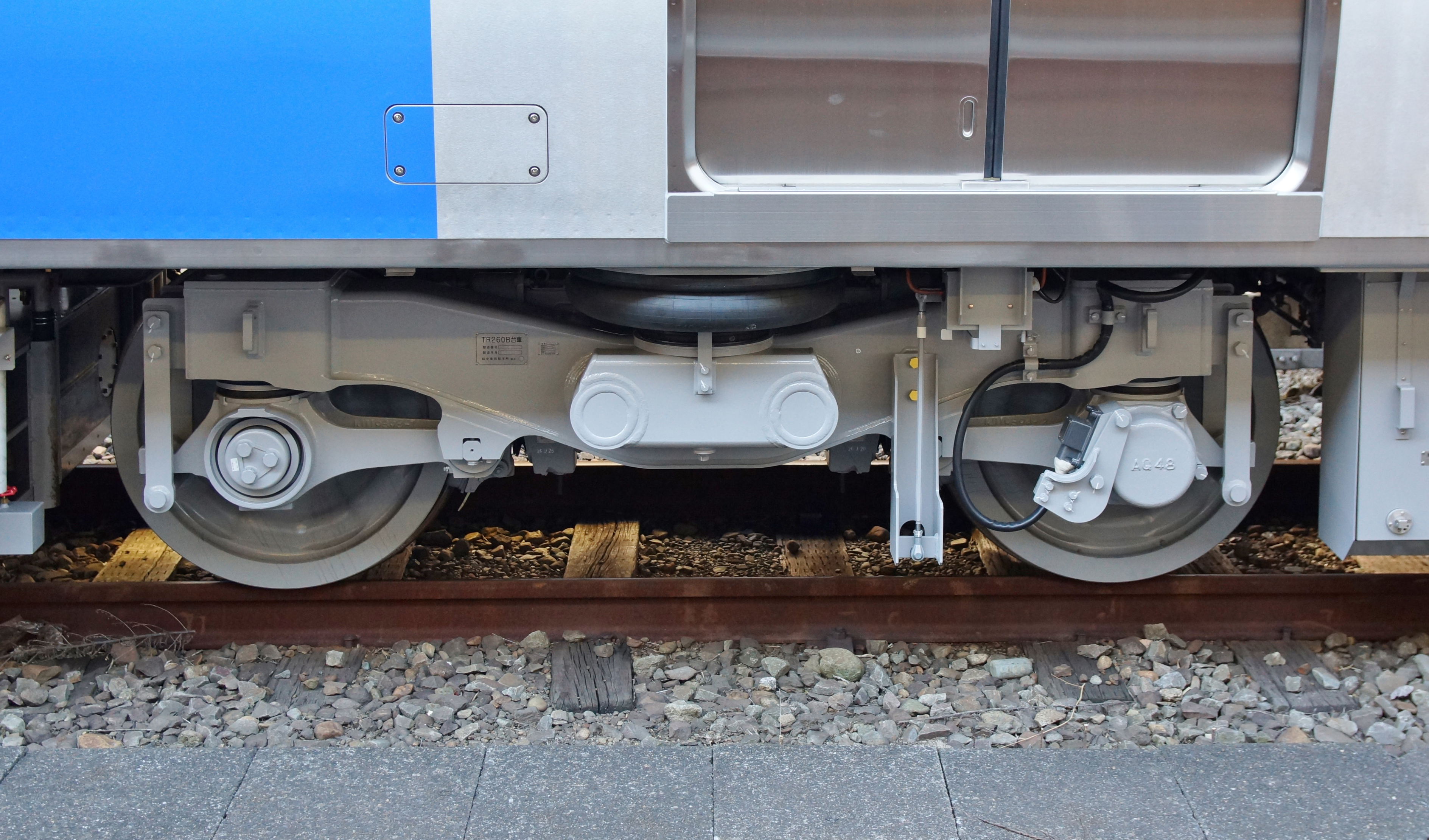
位于HB-E211型车辆内侧的TR260B无动力转向架

## 运营

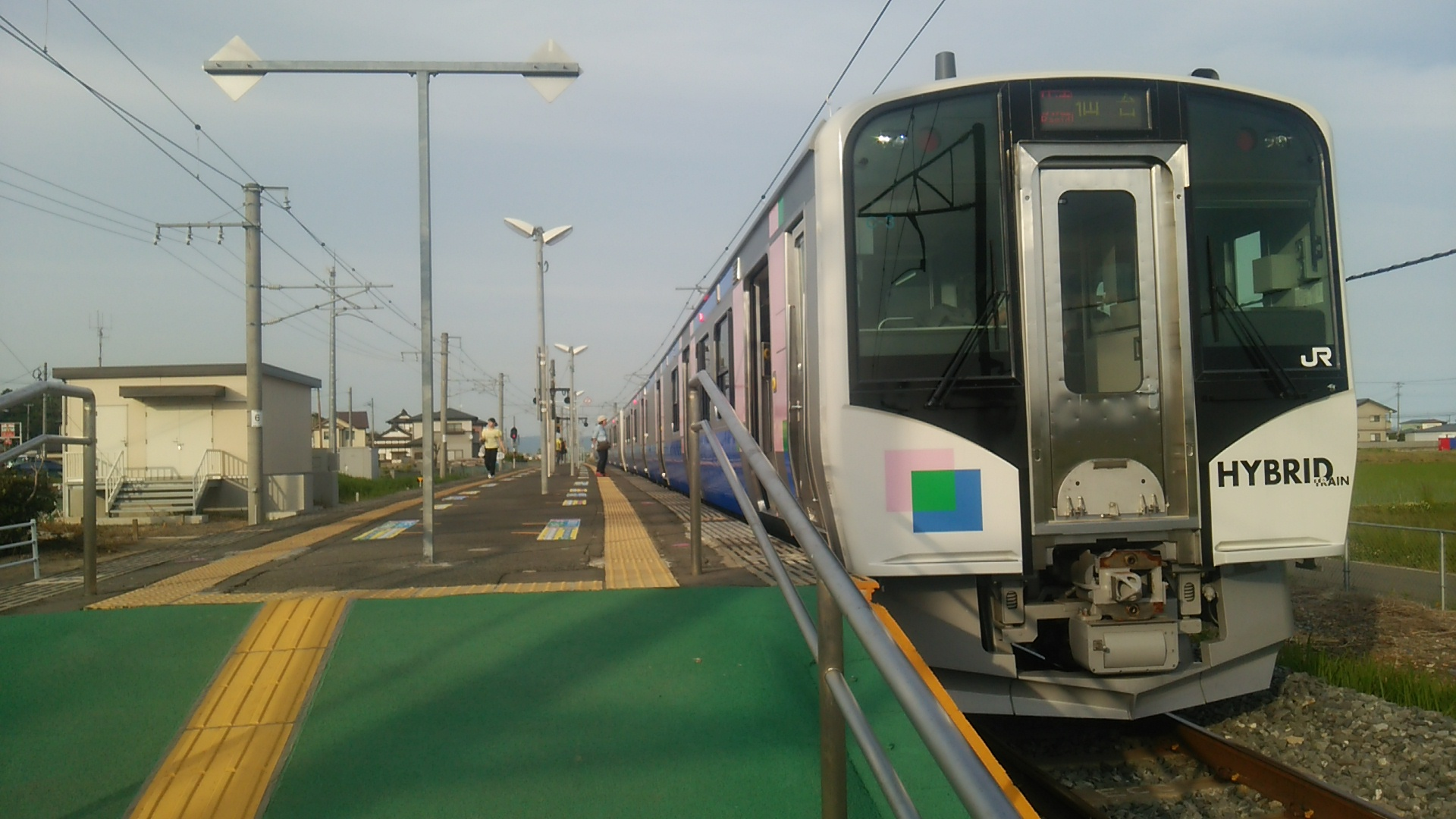
仙石东北线的开通运营的第一天，2015年5月30日 陸前小野站

HB-E210系预定于2015年5月30日仙石东北线开业当天投入来往于仙台站和石卷站之间的直通服务；行经连接 东北本线和仙石线，盐釜站和高城町站之间新建的路段。

## 编组形式
HB-E210系共有8列2辆编组列车，编组如下表所示。HB-E211型位于仙台端（东端）。
| 编号              | HB-E211-x | HB-E212-x |
| 定员（总计/坐席） | 128/42    | 134/48    |
| 重量 (t)          | 39.6      | 38.4      |

## 内部

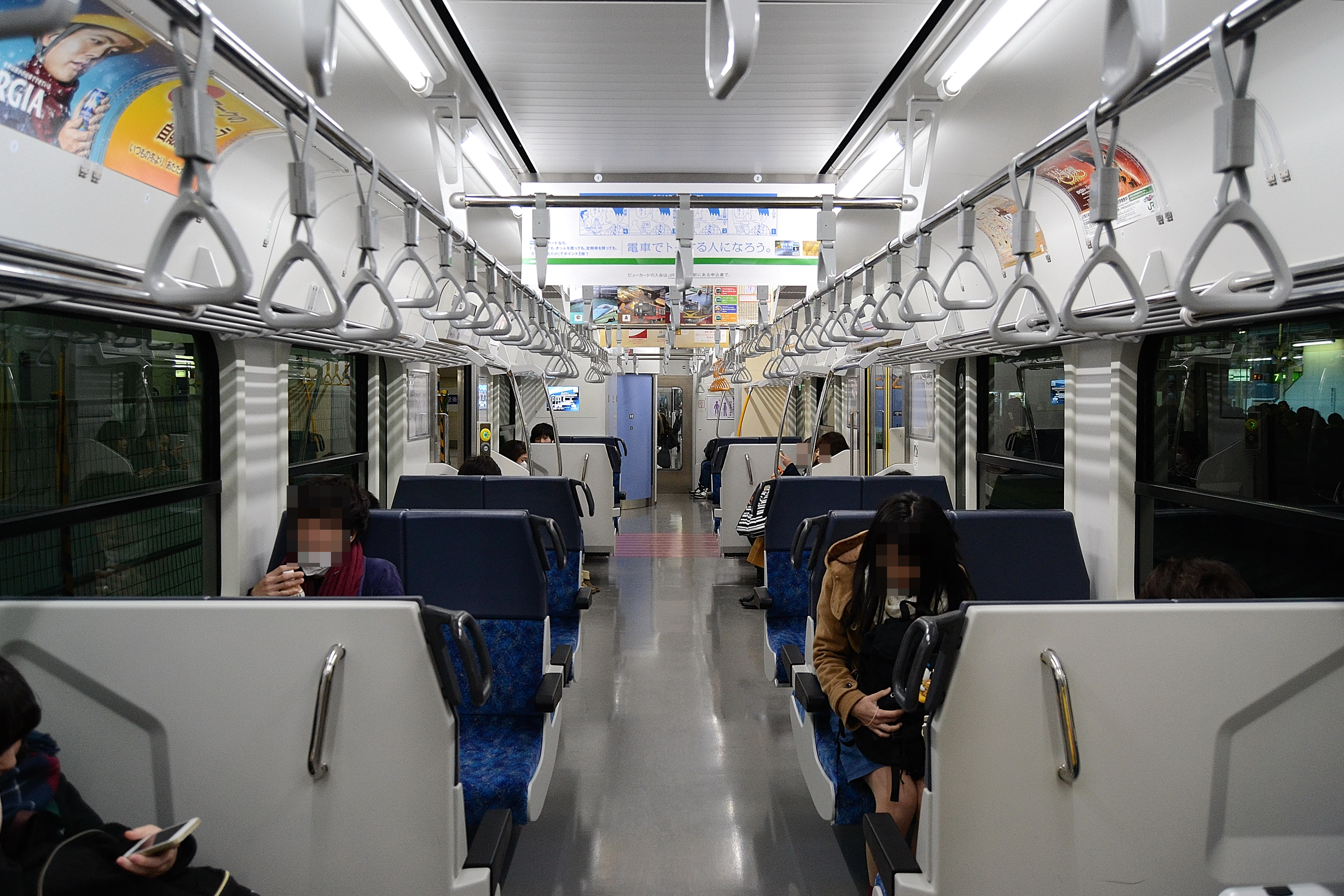
HB-E210系内部，2015年12月

全车使用了LED照明 HB-E211型车辆在靠近列车中部一端设有通用设计洗手间；HB-E212型车辆则在靠近列车中部一端两侧设有优先席。 车厢地板高度为1,130mm，而仙石线和东北本线的标准站台高度分别为1,100mm和920mm。

## 历史

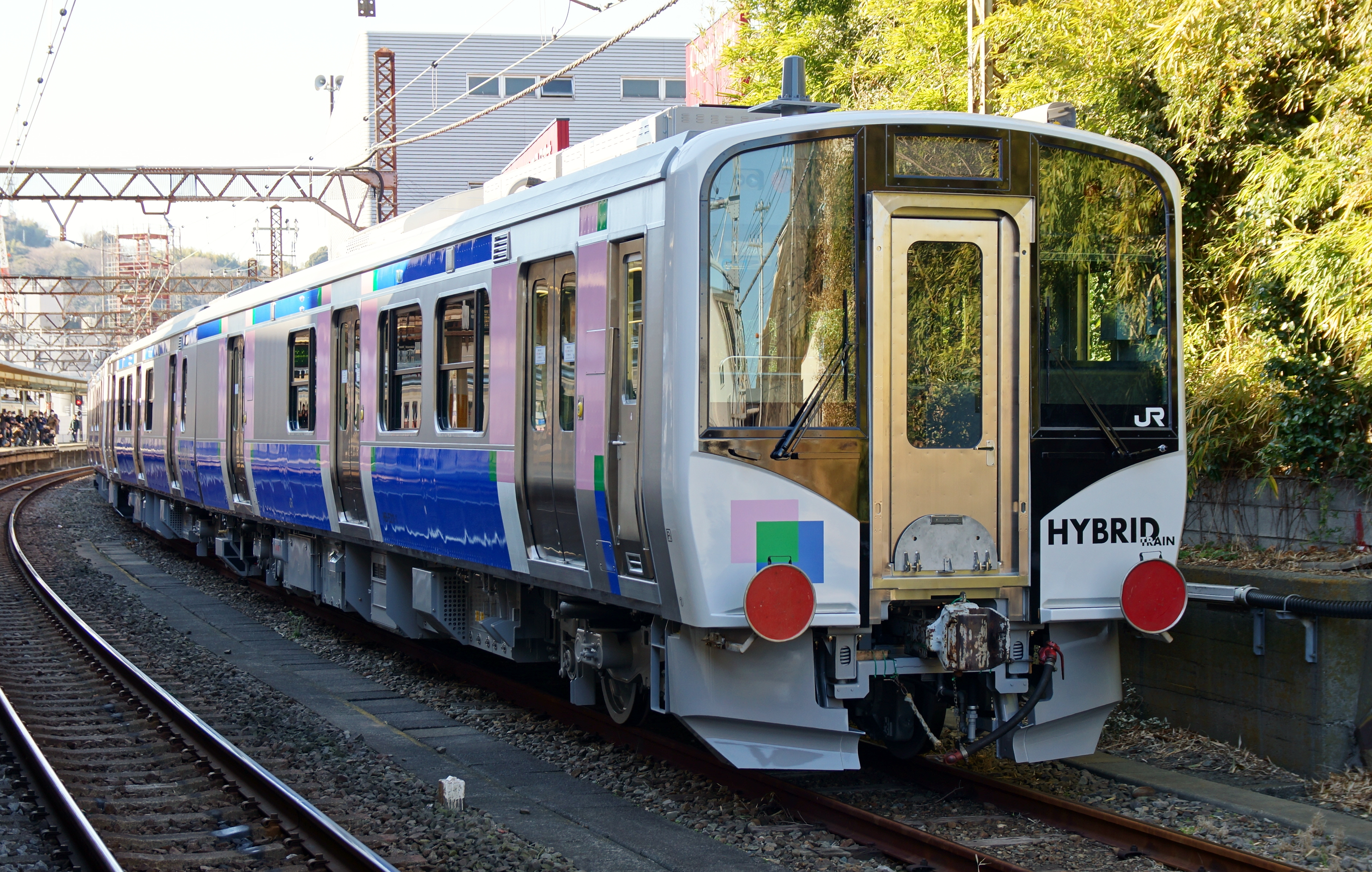
首批列车（C-1和C-2编组）正在从综合车辆制作所交付图中，2015年1月

由综合车辆制作所（J-TREC）于横滨制造的首批两列HB-E210系原计划于2014年11月交付，但被推迟到了2015年1月。测试运转使用了首批交付的两列HB-E210系，于2015年1月16日在东北本线小牛田站和仙台站之间进行。

## 制造和交付
各编组的制造历史见下表。
| 编组 | 制造厂商               | 交付日期  |
| ---- | ---------------------- | --------- |
| C-1  | 综合车辆制作所横滨工厂 | 2015年1月 |
| C-2  | 综合车辆制作所横滨工厂 | 2015年1月 |
| C-3  | 综合车辆制作所横滨工厂 | 2015年2月 |
| C-4  | 综合车辆制作所横滨工厂 | 2015年2月 |
| C-5  | 综合车辆制作所横滨工厂 | 2015年3月 |
| C-6  | 综合车辆制作所横滨工厂 | 2015年3月 |
| C-7  | 综合车辆制作所横滨工厂 | 2015年3月 |
| C-8  | 综合车辆制作所横滨工厂 | 2015年3月 |

## 延伸阅读
- [HB-E210系混合动力柴油动车组]. 鉄道ファン. Vol. 55 no. 649 (日本: 交友社). 2015-05: 48–54 （日语）.